# Солоницыны
 Солоницыны  — деревня в Орловском районе Кировской области. Входит в состав Орловского сельского поселения.

## География
Расположена на расстоянии примерно 27 км по прямой на северо-запад от райцентра города Орлова.

## История
Известна с 1727 года как починок Солоницынской с 2 дворами, в 1763 году — 46 жителей, в 1802 — 8 дворов. В 1873 году здесь (деревня Солоницынская) — дворов 16 и жителей — 142, в 1905 — 29 и 102, в 1926 (Солоницыны) — 34 и 151, в 1950 — 27 и 60, в 1989 — 183 жителя. С 2006 по 2011 год входила в состав Шадричевского сельского поселения.

## Население
Постоянное население составляло 178 человек (русские 99%) в 2002 году, в 2010 — 156 .